# Пластизоль

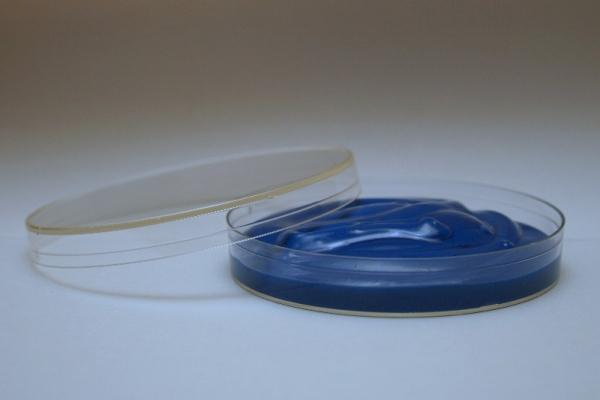
Пластизоль

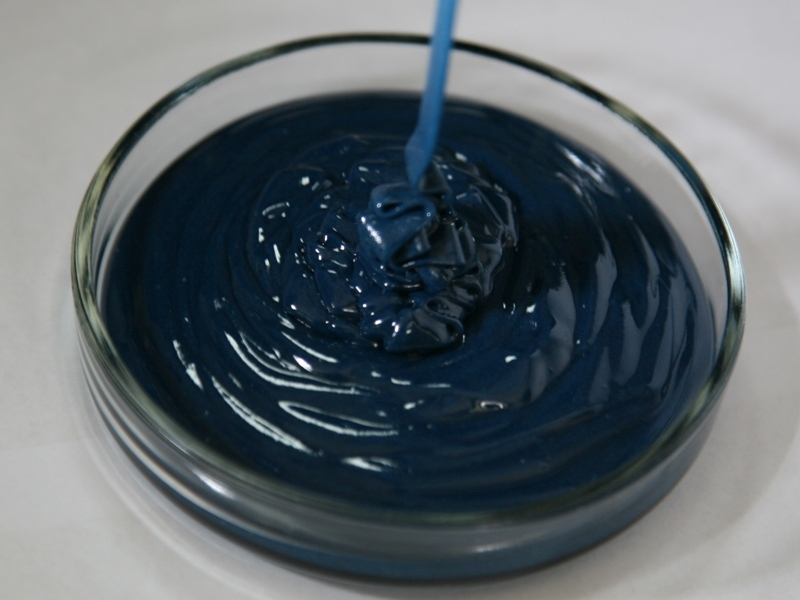
Высоковязкий пластизоль

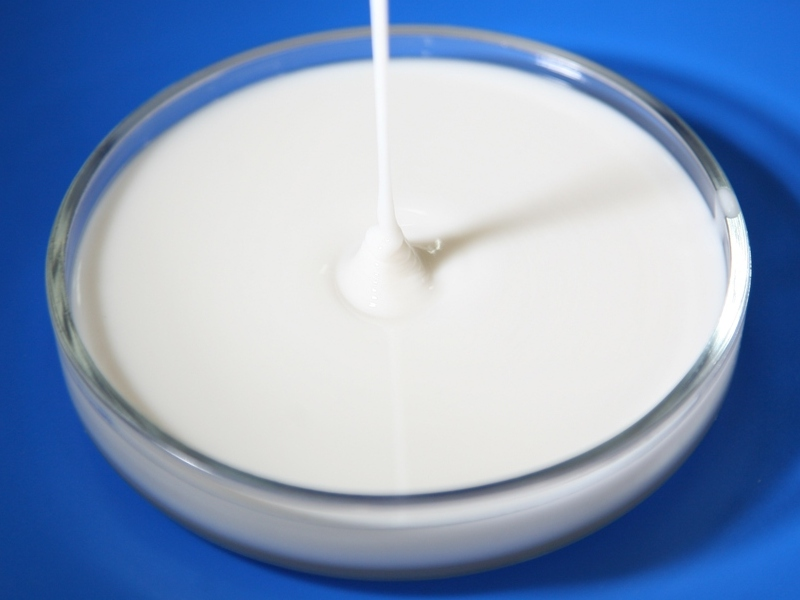
Низковязкий пластизоль

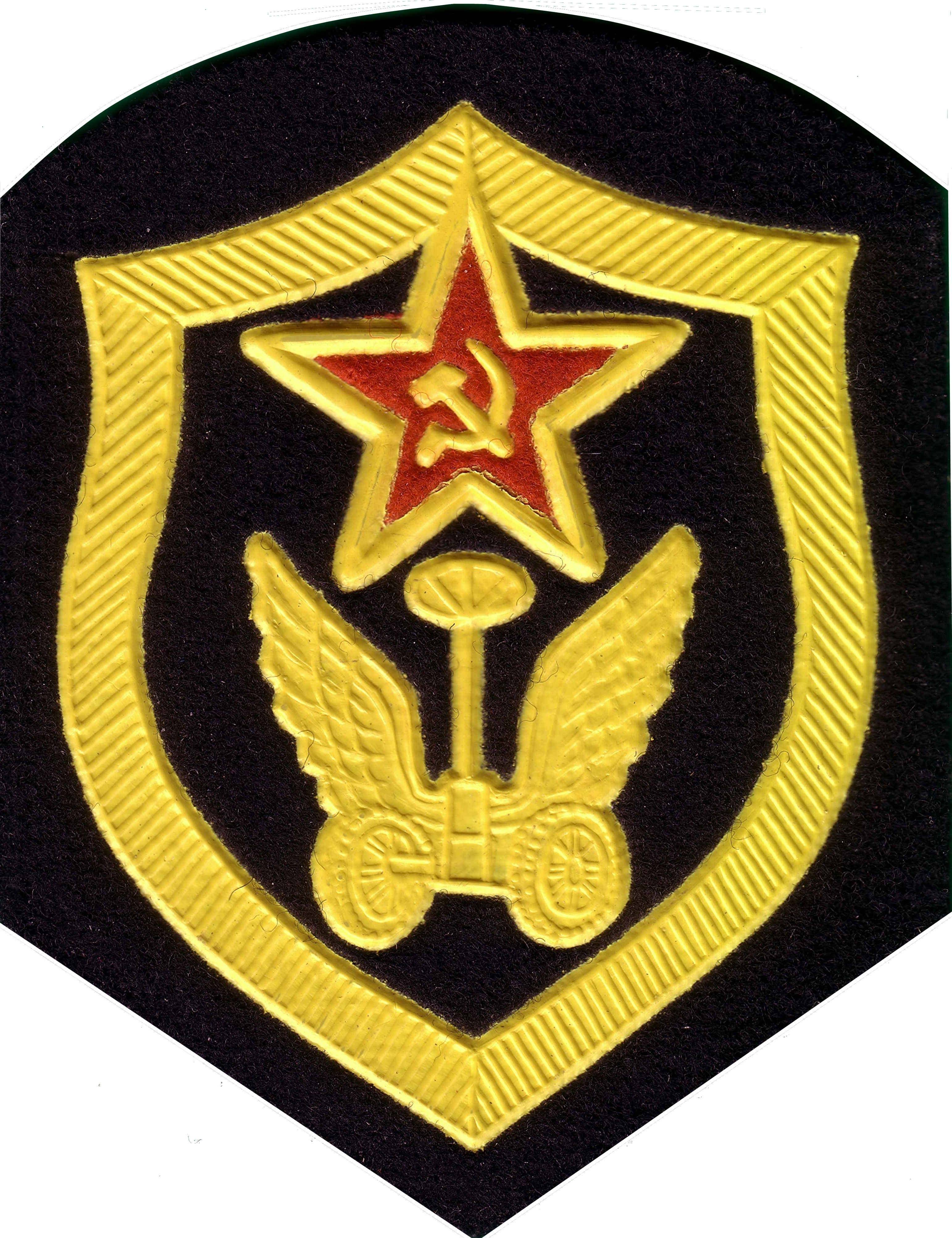
Пластизоль (жёлтый цвет) на нарукавном знаке по роду войск ВС СССР: Автомобильные и дорожные (до 4 марта 1988 года) войска

Пластизоли — это дисперсии частиц специальных сортов полимеров в жидком пластификаторе. 
Известно значительное количество различных пластизолей, однако широкое промышленное применение в настоящее время нашли лишь пластизоли на основе поливинилхлорида (ПВХ-пластизоли). В обычных условиях пластизоли стабильны и представляют собой жидкую или пастообразную массу, а при нагревании пластизоль «желатинизируется» — быстро превращается в монолитный пластикат с хорошими физико-механическими свойствами, высоким электрическим сопротивлением и химической стойкостью.

## Состав и свойства
Для получения пластизолей используют ПВХ, полученный микросуспензионной или эмульсионной полимеризацией. В ходе таких процессов образуются непористые частицы малого размера (1—2 мкм), в то время как в процессах в суспензии и в массе образуются гранулы в сотни раз больше. Благодаря малым размерам частиц при комнатной температуре диффузия пластификатора в ПВХ настолько медленная, что с точки зрения практического использования она не происходит вообще. Использование смолы с частицами относительно большого размера увеличивает склонность к осаждению и может снизить механические качества, прозрачность, глянец, скорость желатинизации пластизоля.
Для приготовления пластизолей пригодны первичные пластификаторы общего назначения и вторичные пластификаторы, применяемые и в других композициях на основе поливинилхлорида. Пластификаторы общего назначения (ОН), такие как диоктилфталат (ДОФ), обеспечивают приемлемую вязкость пластизоля и его обработку во всём диапазоне концентраций. Вторичные пластификаторы ограниченно совмещаются с ПВХ, это позволяет использовать их совместно с первичными пластификаторами как часть пластифицирующей системы, но при индивидуальном использовании они экссудируют. Поэтому на практике чаще пользуются смесями первичных и вторичных пластификаторов.
Для термостабилизации пластизолей обычно применяют те же стабилизаторы, что и для других материалов на основе поливинилхлорида. Предпочтение отдается жидким стабилизаторам, которые, в отличие от порошкообразных, не повышают вязкости пластизолей.
Наполнитель в общем случае — любое недорогое твёрдое, жидкое или газообразное вещество, которое занимает часть объёма и снижает стоимость изделия. В производстве пластизолей в качестве наполнителей применяются измельчённые твёрдые вещества. Наиболее широко применяемыми наполнителями являются стеклянные микросферы, разновидности карбоната кальция, получаемые из мрамора или известняка. Функциональные наполнители добавляют в целях улучшения специальных свойств, например для увеличения объёмного электрического сопротивления изделия, увеличения предела текучести пластизолей или для снижения удельного веса. Кроме того, наполнители могут служить для изменения вязкости пластизоля, например, коллоидная окись кремния или небольшие добавки бентонитов значительно увеличивают вязкость пластизоля. Карбонаты кальция и бария, напротив, почти не влияют на вязкость даже при высоком содержании. Часто для снижения вязкости в качестве наполнителя применяют суспензионный поливинилхлорид.
Также в производстве пластизолей применяют пигменты, антипирены, антистатики и другие добавки, используемые и в других композициях на основе поливинилхлорида.
В некоторых случаях в пластизоли вводят вещества, изменяющие технологические свойства, так окись кальция или магния поглощает влагу. Кремнийорганические жидкости снижают поверхностное натяжение пластизоля. Для придания пластизолю адгезии к металлу или стеклу используют олигоэфиракрилаты, диаллиловые эфиры с инициаторами и другие.

## Желатинизация
При обычных температурах частицы ПВХ практически не набухают в пластификаторах, что делает пластизоли стабильными. При повышении температуры процесс набухания ускоряется, пластификатор медленно проникает в частицы полимера, которые увеличиваются в размере. Агломераты распадаются на первичные частицы. По мере увеличения температуры до 80—100 °C вязкость пластизоля сильно растёт, свободный пластификатор исчезает, а набухшие зёрна полимера соприкасаются. На этой стадии, называемой преджелатинизацией, материал выглядит совершенно однородным, однако изготовленные из него изделия не обладают достаточными физико-механическими характеристиками. Желатинизация завершается лишь тогда, когда пластификатор равномерно распределится в поливинилхлориде, и пластизоль превратится в однородное тело. При этом происходит сплавление поверхности набухших первичных частиц полимера и образование пластифицированного поливинилхлорида. Желатинизацию характеризуют температурой, при которой завершается процесс. Изделия из пластизоля, подвергнутого нагреванию при этой температуре, обладают максимальными физико-механическими характеристиками.

## Методы переработки
Сам по себе пластизоль является полупродуктом, который используют в производстве огромного перечня товаров технического, бытового и специального назначения. Благодаря тому, что пластизоли обладают относительно высокой текучестью при больших напряжениях сдвига и невысоких температурах, из них легко изготовлять изделия относительно сложной формы. При этом для пластизолей характерна очень высокая вязкость или даже полная нетекучесть при низких напряжениях сдвига, благодаря чему изготовленные изделия не теряют формы до затвердевания пластизоля.
Переработка пластизоля включает формование изделий при комнатных температурах и желатинизацию при 120—200 °C, в результате которой пластизоль затвердевает во всём объёме без нарушения однородности системы. Способ формования зависит от формы и назначения изделия. Пластизоли перерабатывают следующими методами: макание, заливка в формы, ротационное формование, экструзия, распыление, трафаретная печать и шпредингование.

### Макание
Макание заключается в том, что модели или изделия погружают в ёмкость с пластизолем, затем извлекают и нагревают до 170—180 °C. Иногда погружаемое тело предварительно нагревают до 100—180 °C, в этом случае за одно окунание можно получить изделие толщиной 0,5—3 мм. Этим способом перерабатывают пластизоли низкой или средней вязкости, которые начинают течь при достаточно больших напряжениях сдвига. Они также должны обладать достаточно высокой жизнеспособностью, так как время пребывания пластизоля в ванне может быть продолжительным. Маканием получают перчатки, рукавицы, пипетки, втулки, прокладки и др. Этим методом наносят антикоррозионные легкоснимаемые покрытия на запасные части машин и инструменты. Изделия из металлов плакируют пластизолем, содержащим адгезив. Покрытия из пластизоля предотвращают разлетание осколков при взрыве стеклянных флаконов с аэрозолями.

### Заливка в формы
Существуют два способа переработки пластизолей заливкой в формы: заливка в открытые формы и заливка с выливанием («обратное макание»). Этим методом перерабатывают пластизоли низкой или средней вязкости. Формы для заливки штампуют из алюминия или получают гальваническим методом из слоёв серебра, никеля и меди. Заливку в открытые формы осуществляют на конвейере, лента которого проходит вначале заливочную машину, а затем печь и участок охлаждения. Способ пригоден для производства монолитных изделий. Иногда используют закрытые формы, куда пластизоль нагнетается под давлением через узкое отверстие. При заливке с выливанием пластизоль помещают в предварительно нагретую до 80—100 °C форму, где выдерживают некоторое время, достаточное для того, чтобы пристенный слой материала образовал плёнку. После этого избыток жидкого пластизоля сливают, а форму с прилипшей к ней плёнкой помещают в печь для желатинизации. Готовое изделие после частичного охлаждения легко удаляется из формы. Метод применяют для изготовления ёмкостей, сапог и других полых изделий.

### Ротационное формование
Ротационным формованием также изготовляют полые изделия, такие как ёмкости, манекены, куклы, мячи, поплавки и прочие. Для этого дозированную порцию пластизоля загружают в металлическую форму, которую герметично закрывают и приводят во вращение в трёх взаимно перпендикулярных плоскостях, одновременно нагревая в печи. После окончания желатинизации пластизоля форму переносят в охлаждающую камеру для охлаждения материала. Затем форму останавливают, открывают и извлекают готовое изделие.

### Экструзия
Экструзией пластизоля получают главным образом изоляцию для проводов и эластичные профили. Для переработки пластизоля этим методом применяют специальные экструдеры с удлинённым шнеком, снабжённым мелкой нарезкой. Температура цилиндра экструдера должна быть около 150 °C, а температура на выходе из мундштука — около 180 °C. Самопроизвольное вытекание пластизоля из машины предотвращают сеткой, установленной перед мундштуком.

### Распыление
Распыление осуществляют с помощью пневмонасосов через пистолет безвоздушного распыления. Распыление применяется для нанесения покрытий, защищающих днище кузова автомобиля от коррозии и истирания, а также для изоляции от шума. На этом же оборудовании можно шприцевать пластизоль через пистолет в виде жгута на сварные швы для их герметизации. Осуществляют также распыление пластизоля в постоянном электрическом поле высокого напряжения. При таком распылении частицы пластизоля попадают в зону коронирующего отрицательного электрода, приобретают заряд и под действием сил электрического поля осаждаются на противоположно заряженном электроде, роль которого выполняет покрываемое изделие. При этом способе распыления потери материала на рассеивание в воздухе значительно снижаются.

### Шпредирование
Шпредингованием изготовляют искусственные кожи, виниловые обои, тенты и т. д. Суть метода заключается в намазывании материала на движущуюся тканевую ленту ножом или мажущим валиком.

## Применение
- В автомобилестроении пластизоль используют в качестве антикоррозионных, уплотняющих, абразивостойких, противошумовых и изоляционных покрытий, для герметизации фильтрующих элементов воздушных и масляных фильтров и фильтров вентиляции картера автомобилей;
- в медицине — для изготовления деталей медицинских инструментов, мешков для крови, спринцовок;
- в консервной промышленности — в качестве уплотняющих мастик;
- в производстве товаров народного потребления — для изготовления детских игрушек, мячей, брелоков, обуви, одежды, посуды;
- в производстве строительных материалов — для изготовления линолеума, виниловых обоев, тентов, покрытий металлочерепицы, стеклосеток;
- для производства перчаток технического назначения.